# Merrifieldia malacodactylus
Merrifieldia malacodactylus là một loài bướm đêm thuộc họ Pterophoridae. Nó được biết đến ở Trung Á, Yemen và Địa Trung Hải thuộc châu Âu.
Ấu trùng ăn các loài Origanum vulgare, Thymus herba-barona, Lavandula stoechas, Lavandula angustifolia, Lavandula latifolia, Calamintha nepeta, Rosmarius officinalis và Nepeta nepetellae.